# كوستيانتين فرولوف
كوستيانتين فرولوف (بالأوكرانية: Фролов Костянтин Вікторович)‏ هو لاعب كرة قدم أوكراني في مركز الدفاع، ولد في 20 يونيو 1972 في أوديسا في أوكرانيا. لعب مع FC Dynamo Odesa ‏.

## وصلات خارجية
- كوستيانتين فرولوف على موقع اتحاد أوكرانيا (الإنجليزية)
- كوستيانتين فرولوف على موقع قاعدة بيانات كرة القدم.إي يو (الإنجليزية)
- كوستيانتين فرولوف على موقع Soccerway.com (الإنجليزية)